# Csónakorchidea

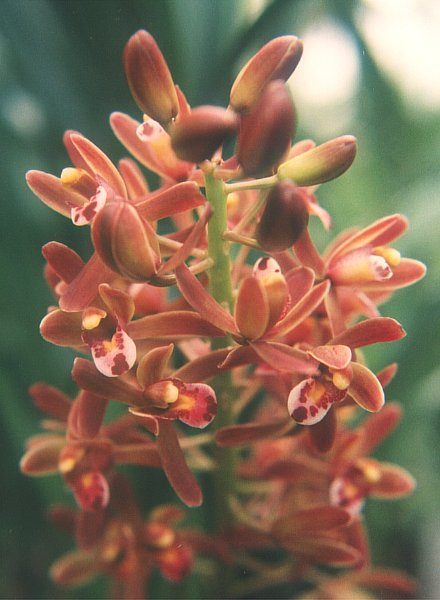
Cymbidium floribundum

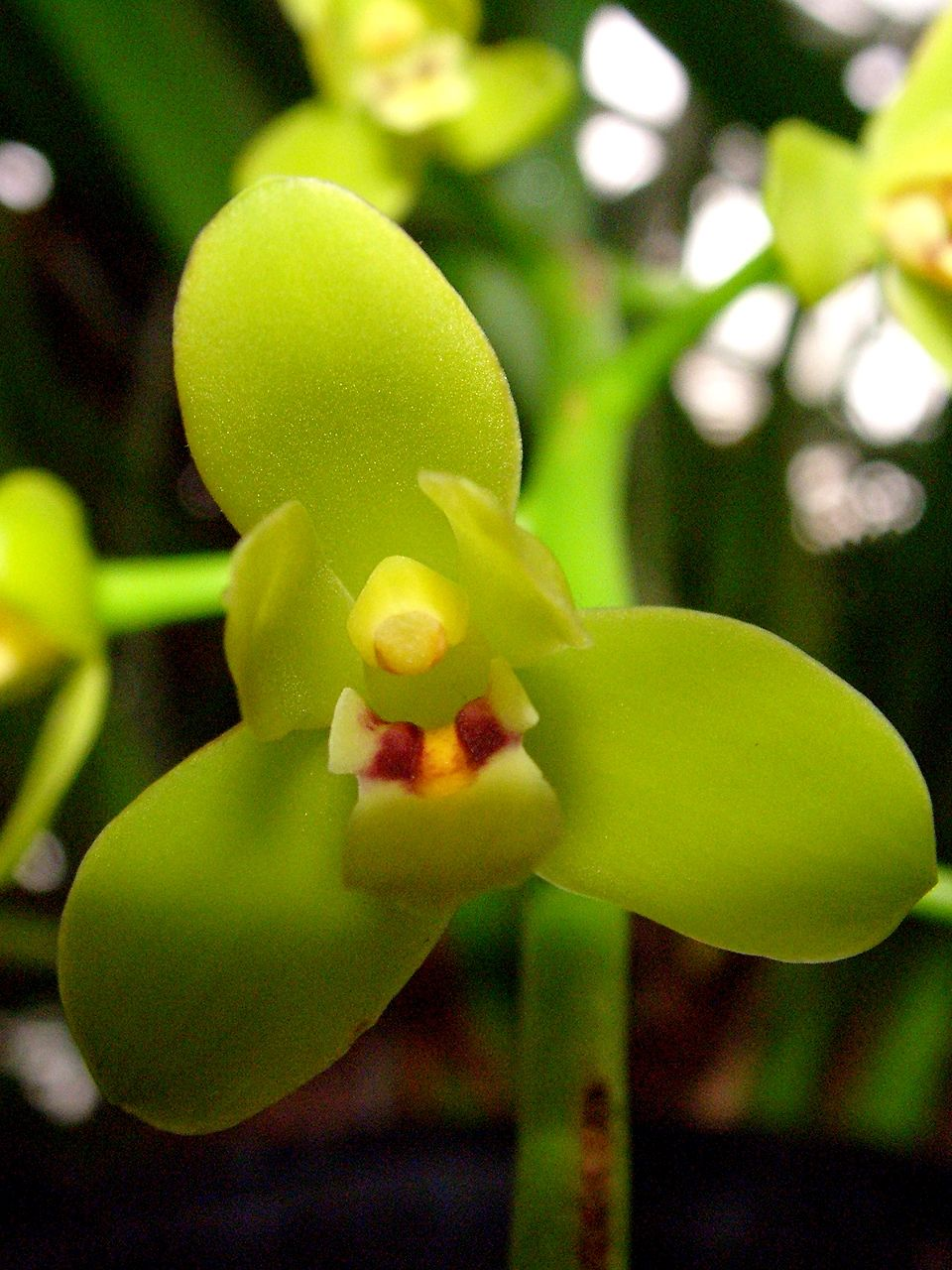
Cymbidium madidum

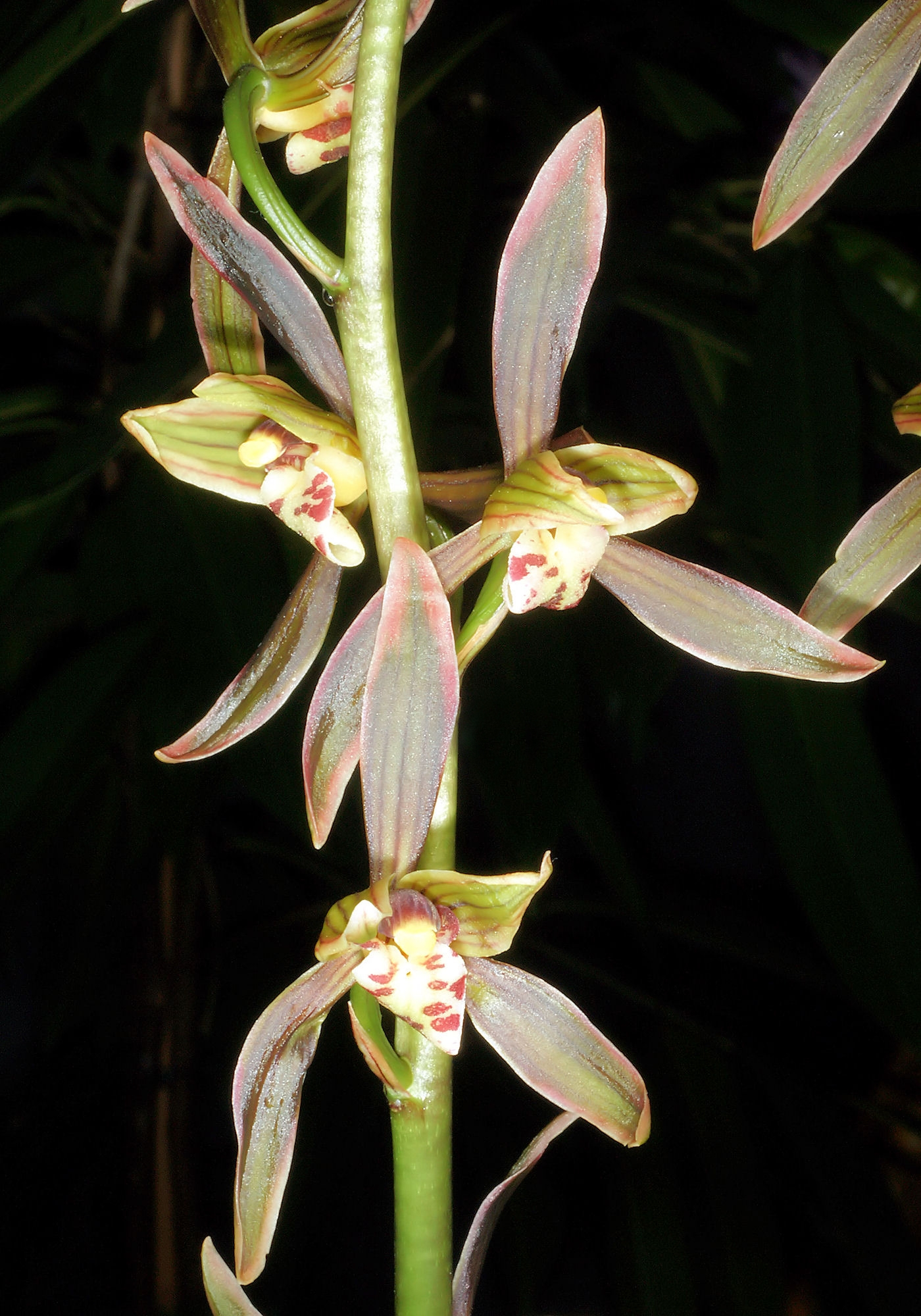
Cymbidium sinense

A csónakorchidea (Cymbidium) az egyszikűek (Liliopsida) osztályának a spárgavirágúak (Asparagales) rendjébe, ezen belül a kosborfélék (Orchidaceae) családjába tartozó nemzetség.

## Előfordulásuk
A csónakorchideafajok előfordulási területe Srí Lanka, Pakisztán, Közép-Kína, Japán, Új-Guinea és Ausztrália között van. Sokuk elterjedése, szigetekre korlátozódik. Hawaiira betelepítették.

## Rendszerezés
A nemzetségbe az alábbi 69 faj és 14 hibrid tartozik:
- Cymbidium acuminatum M.A.Clem. & D.L.Jones
- Cymbidium aliciae Quisumb.
- Cymbidium aloifolium (L.) Sw. - típusfaj
- Cymbidium atropurpureum (Lindl.) Rolfe
- Cymbidium banaense Gagnep.
- Cymbidium bicolor Lindl.
- Cymbidium borneense J.J.Wood
- Cymbidium canaliculatum R.Br.
- Cymbidium changningense Z.J.Liu & S.C.Chen
- Cymbidium chloranthum Lindl.
- Cymbidium cochleare Lindl.
- Cymbidium concinnum Z.J.Liu & S.C.Chen
- Cymbidium crassifolium Herb.
- Cymbidium cyperifolium Wall. ex Lindl.
- Cymbidium dayanum Rchb.f.
- Cymbidium defoliatum Y.S.Wu & S.C.Chen
- Cymbidium devonianum Paxton
- elefántcsontszínű csónakorchidea (Cymbidium eburneum) Lindl.
- Cymbidium elegans Lindl.
- Cymbidium elongatum J.J.Wood, Du Puy & Shim
- Cymbidium ensifolium (L.) Sw.
- Cymbidium erythraeum Lindl.
- Cymbidium erythrostylum Rolfe
- Cymbidium faberi Rolfe
- Cymbidium finlaysonianum Lindl.
- Cymbidium floribundum Lindl.
- Cymbidium formosanum Hayata
- Cymbidium gaoligongense Z.J.Liu & J.Yong Zhang
- Cymbidium goeringii (Rchb.f.) Rchb.f.
- Cymbidium haematodes Lindl.
- Cymbidium hartinahianum J.B.Comber & Nasution
- Cymbidium hookerianum Rchb.f.
- Cymbidium induratifolium Z.J.Liu & J.N.Zhang
- Cymbidium insigne Rolfe
- Cymbidium iridioides D.Don
- Cymbidium kanran Makino
- Cymbidium lancifolium Hook.
- Cymbidium longipes Z.J.Liu & J.N.Zhang
- Cymbidium lowianum (Rchb.f.) Rchb.f.
- Cymbidium macrorhizon Lindl.
- Cymbidium madidum Lindl.
- Cymbidium mastersii Griff. ex Lindl.
- Cymbidium micranthum Z.J.Liu & S.C.Chen
- Cymbidium munroanum King & Pantl.
- Cymbidium nanulum Y.S.Wu & S.C.Chen
- Cymbidium omeiense Y.S.Wu & S.C.Chen
- Cymbidium parishii Rchb.f.
- Cymbidium rectum Ridl.
- Cymbidium recurvatum Z.J.Liu, S.C.Chen & P.J.Cribb
- Cymbidium repens Aver. & Q.T.Phan
- Cymbidium roseum J.J.Sm.
- Cymbidium sanderae (Rolfe) P.J.Cribb & Du Puy
- Cymbidium schroederi Rolfe
- Cymbidium seidenfadenii (P.J.Cribb & Du Puy) P.J.Cribb
- Cymbidium serratum Schltr.
- Cymbidium sichuanicum Z.J.Liu & S.C.Chen
- Cymbidium sigmoideum J.J.Sm.
- Cymbidium sinense (Andrews) Willd.
- Cymbidium suave R.Br.
- Cymbidium suavissimum Sander ex C.H.Curtis
- Cymbidium teretipetiolatum Z.J.Liu & S.C.Chen
- Cymbidium tigrinum C.S.P.Parish ex Hook.
- Cymbidium tortisepalum Fukuy.
- Cymbidium tracyanum L.Castle
- Cymbidium qiubeiense K.M.Feng & H.Li
- Cymbidium wadae T.Yukawa
- Cymbidium wenshanense Y.S.Wu & F.Y.Liu
- Cymbidium whiteae King & Pantl.
- Cymbidium wilsonii (Rolfe ex De Cock) Rolfe

- Cymbidium × ballianum Rolfe
- Cymbidium × baoshanense F.Y.Liu & Perner
- Cymbidium × dilatatiphyllum J.M.H.Shaw
- Cymbidium × florinda auct.
- Cymbidium × gammieanum King & Pantl.
- Cymbidium × glebelandense Rolfe
- Cymbidium × hillii F.Muell. ex Regel
- Cymbidium × monanthum J.M.H.Shaw
- Cymbidium × nishiuchianum Makino ex J.M.H.Shaw
- Cymbidium × nomachianum T.Yukawa & Nob.Tanaka
- Cymbidium × nujiangense X.P.Zhou, S.P.Lei & Z.J.Liu
- Cymbidium × purpuratum L.J.Chen, Li.Q.Li & Z.J.Liu
- Cymbidium × rosefieldense auct.
- Cymbidium × woodlandense auct.